# Tang Xijing
Dans ce nom chinois, le nom de famille, Tang, précède le nom personnel.
Pour les articles homonymes, voir Tang.
Tang Xijing est une gymnaste artistique chinoise, née à Guangdong le 3 janvier 2003.

## Palmarès

### Jeux olympiques de la jeunesse
- Singapour 2018
  -  médaille d'or à la poutre
  -  médaille de bronze aux barres asymétriques

### Championnats du monde
- Stuttgart 2019
  -  médaille d'argent au concours général individuel